# 刺果泽泻属
刺果泽泻属（学名：Astonia）是泽泻科的一个单型属。该属仅包含发现于澳大利亚昆士兰的唯一物种，即刺果泽泻（Astonia australiensis）。它有时包括在圆果慈姑属中。该物种的属名是为了纪念澳大利亚植物学家海伦·伊莎贝尔·阿斯顿。